# Bad Apples
Bad Apples är en brittisk thriller- och komedifilm, som har en planerad premiär den i september 2025 på Toronto International Film Festival. Filmen är regisserad av Jonatan Etzler, efter ett manus skrivet av Jess O'Kane som i sin tur är baserat på Rasmus Lindgrens roman De oönskade.

## Handling
Filmen handlar om lågstadieläraren Maria, som kämpar för att inspirera sin klass, men hindras av en stökig elev. När både Marias karriär och elevens framtid står på spel gör hon ett antal dåliga val som leder till att eleven av misstag låses in i Marias källare.

## Rollista (i urval)
- Saoirse Ronan - Maria
- Eddie Waller - Danny
- Jacob Anderson - Sam
- Rakie Ayola - Sylvia
- Robert Emms - Josh
- Sean Gilder - Frank
- Kerry Howard - PC Williams
- Jaye Jacobs